# Sant Joan d'Alacant
Sant Joan d'Alacant è un comune spagnolo situato nella comunità autonoma Valenciana.